# Sunnyside Records
Sunnyside Records ist ein US-amerikanisches Independent-Label vor allem für Jazz, das 1982 von dem Franzosen François Zalacain (* 1940) gegründet wurde. Sitz ist New York City.
Zalacain war vor seiner Produzenten-Karriere bei IBM und gründete das Label, um ein Duo-Album des mit ihm befreundeten Pianisten Harold Danko herauszubringen. Gleich darauf folgten Kirk Lightsey und Lee Konitz.
Das Label veröffentlicht ganz unterschiedliche Jazz-Stile, requiriert Neuveröffentlichungen aber häufig über persönliche Kontakte der schon im Katalog vertretenen Musiker in New York. 2003 wurde das bei Sunnyside erschienene Album Brazilian Duos der Sängerin Luciana Souza für einen Grammy nominiert als bestes Jazz Vocal Album. Das Label veröffentlicht auch viel europäischen Jazz in den USA in Lizenz, besonders aus Frankreich (zuerst das Label Ryko 2002 und Sub-Labels von Universal wie Owl). Sie bringen auch World Music und französische Chansons heraus.
Logo des Labels ist die Grafik eines Mädchens in Matrosenkostüm mit Springseil.
2013 wurde Zalacain mit dem Grand Prix Honorem der Academie Charles Cros geehrt. Sunnyside Records hat in der Umfrage Plattenlabel des Jahres von All About Jazz 2020 den Rang 21 erreicht.